# Julijske Alpe
Júlijske Álpe ali Júlijci (italijansko Alpi Giulie, furlansko Alps Juliis) so najobsežnejša in najvišja gorska skupina v Sloveniji. So v južnem in vzhodnem delu pogorja Alp in predstavljajo del Južnih apneniških Alp. Po SOIUSA razdelitvi sodijo v Vzhodne Alpe, sektor Južne Vzhodne Alpe, sekcija Julijske Alpe v širšem smislu. Ležijo v severozahodni Sloveniji in v severovzhodni Italiji, ime pa so posredno dobile po Gaju Juliju Cezarju oziroma po rimski naselbini Forum Iulii, ki je ležala v bližini današnjega Čedada. So edino slovensko gorstvo, kjer višine presegajo 2600 metrov. Njihov najvišji vrh, ki je obenem tudi najvišji vrh Slovenije, je Triglav z 2864 metri, drugi po višini pa je italijanski Montaž ali Špik nad Policami (2753 m) v zahodnem delu Julijcev, sledi Škrlatica (z 2740 m drugi najvišji vrh v Sloveniji). Večina Julijskih Alp v Sloveniji je vključena v Triglavski narodni park. Julijske Alpe so od leta 2003 v sklopu Unescovega programa »Človek in biosfera« razglašene za biosferni rezervat.

## Obseg
Po površini merijo okrog 4400 km² (večji del v Sloveniji, manjši v Italiji) in obsegajo območje med dolino Save in Kanalsko dolino. Na jugu jih omejujejo Stol (1673 m), Baška grapa ter Jelovica, ki je še del Julijskih Alp.

## Geološka zgradba
Gradijo jih mezozojske morske usedline, večinoma 200 mil. let stari triasni in nekoliko mlajši (180 mil. let) jurski apnenci in dolomiti. Zato so stene strme, vrhovi in grebeni pa zobčasti. Skladi apnenca in dolomita so debeli tja do 2000 m. Močna alpidska orogeneza pred 30 milijoni let je povzročila, da so se mlajše kamninske plasti narivale nad starejše. Številni fosili nam pričajo, da je bilo tu včasih morje. Skladi so nagnjeni proti jugu, zato so južna pobočja po navadi manj strma kot severna.
Glavni masivi Julijskih Alp so zgrajeni predvsem iz wengenski skladov in dachteinskega apnenca. Lepi, vzporedno naloženi skladi so vidni predvsem na Kaninskih podih in v dolini Triglavskih jezer, kjer so vidne številen okamenele školjke, megalodonte. Na severnem obrobju so starejše kamnine, to so rdečkasti ali zelenkasti skrilavi werfenski skladi in rabeljske plasti temnosivih apnencev in skrilavcev. Nad dolinama Soče in Bače ter v Bohinju najdemo plasti iz jurskega obdobja. V okolici Tolmina in na Poreznu so volčanski apnenci iz mlajšega mezozoika. Zgodnji kredni apnenci v Soški dolini prehajajo v kraški svet Dinarskega gorstva.
V Soški dolini se apnenci končajo s flišnimi kamninami: laporji, peščenjaki in konglomerati iz eocena. V ledeni dobi, ki se je končala pred 10.000 leti je bilo v Alpah mnogo ledenikov, med njimi tudi v dolini Save in Soče. Ledeniki so brusili gorska pobočja, ustvarjali doline, gradili pragove, nanesli balvane in grušč in nasuli morene v doline. V holocenu in aluviju so zunanji vremenski vplivi povzročali tudi kemične spremembe površja, tekoče vode pa mehanske spremembe.
Zaradi delovanja notranjih zemeljskih sil, ki so dvigale Alpe, so nastali številni prelomi, ki so razkosali kamnite sklade. Posebej izrazit je Idrijski prelom, ki poteka v smeri severozahod-jugovzhod, ki je oblikoval dolino Idrijce in srednji del Soče.

## Ledene dobe
V pleistocenu, ki je trajal zadnja dva milijona let, je zaradi močnih ohladitev nastopilo obdobje ledenih dob. V visokogorju so nastali ledeni pokrovi, od katerih so se proti dolinam odcepili posamezni ledeniki. Med njimi sta bila najdaljša bohinjski in soški, slednji je bil dolg kar 80 km in je segal do Mosta na Soči. Obsežni ledeniki so z izjemno težo brusili podlago in razširili ter poglobili rečne doline. Tako so nastale značilne ledeniške doline z obliko črke U. Ledeniki so odložili veliko morenskega gradiva, ki ga imamo kot dokaz za dolžino ledenika. Odložili so tudi ogromne skale-balvane, ki jih najdemo v vseh ledeniških dolinah. Ledeniki so ustvarili kotanje, v katerih so nastala ledeniška jezera. V dolina sta Blejsko in Bohinjsko jezero, v visokogorju pa Kriška, Sedmera jezera in Krnsko jezero. Danes se je v Julijskih Alpah ohranil Triglavski ledenik, ki pa je verjetno mlajšega nastanka, iz »male ledene dobe« med 14. in 19. stoletjem. Do danes se je močno zmanjšal, čeprav se je površina zadnji 2 leti zaradi malce hladnejših temperatur in obilo snega povečala na približno 2,5 ha.

## Razčlenjenost
Četudi so Julijske Alpe v celoti enotna, zaključena gorska skupina, jih globoke prečne doline in prelazi razčlenjujejo na posamezne podskupine. V glavnem se gorovje deli na dva dela: Vzhodne Julijske Alpe in Zahodne Julijske Alpe. Veliko obsežnejši vzhodni del leži skoraj v celoti na ozemlju Slovenije, od Zahodnih Julijcev pa sega čez slovensko-italijansko mejo le polovica Kaninske skupine, najlepši del Zahodnih Julijskih Alp - skupina Viša in Montaža pa leži v Italiji. Med prelazi so pomembni Vršič, Predel, Učja in prelaz Na Žlebeh v zahodnem delu Julijcev.

### Skupine
Julijske Alpe se delijo na več gorskih skupin:
Triglavska skupina se nahaja v vzhodnem delu vzhodnih Julijcev. Najvišji vrh je Triglav s 2864 m. Skupina predstavlja najvišje območje Julijskih Alp, saj precej vrhov presega 2500 m. Na severno-vhodnem pobojčju Triglava se nahaja Triglavski ledenik. Na severu in zahodu se skupina končuje s Triglavsko severno steno ki se spušča proti dolini Vrata, prelazu Luknja in dolino Zadnjico. Na jugu pa sega do Bohinja. Sestavni del te skupine je tudi Pokljuka.
Bohinjska skupina, znana kot Bohinjske gore, je južno od Bohinja. Greben se vleče od vzhoda proti zahodu. Vrhovi so najnižji izmed vseh skupin. Najvišja točka je 2398 m visok vrh v Velikem Špičju, ki se nahaja na skrajnem severno-zahodnem delu skupine.
Krnska skupina je nad dolino Soče. Na vzhodu se navezuje na Bohinjsko skupino. Najvišji vrh je Krn z 2245 m. Med prvo svetovno vojno so se odvijale pomembne bitke na Soški fronti.
Kaninska skupina je vzhodna skupina zahodnih Julijcev. Najvišji vrh je Visoki Kanin z 2587 m. V skupini je veliko kraških pojavov npr. brezen, ki so globoka prek 1000 m, jam in drugih kraških pojavov. Zaradi bližine morja pade v Kaninskem pogorju največ padavin v Sloveniji, kar se odraža tudi v debelini snežne odeje, ki pogosto preseže 7 m.
Viš in Montaž, skupina, ki je v celoti v Italiji. Najvišji vrhova sta Montaž (2754 m) in Viš (2666 m). Vrhovi in grebeni so prepadni in nazobčani. Je najbolj zahodna skupina Julijcev, ki se na zahodu končajo z dolino reke Tilment.
Jalovec in Mangart, ogromni gori ki se skoraj 2000 m dvigata nad ledeniškimi dolinami, kot sta Tamar in Trenta. Najvišja vrhova sta Mangart (2678 m) in Jalovec (2645 m). Severna ostenja, še posebej Mangarta so tehnično izredno zahtevna. Lažji, vendar še vedno zahteven dostop je z južnih strani. Na vhodu se navezuje na skupino Razor in Prisojnik, na jugu pa na kaninsko skupino. Na severu jo omejuje Zgornjesavska dolina.
Razor in Prisojnik je skupina vpeta med skupino Jalovca in Mangarta, Martuljško skupino in Triglavsko skupino. Najvišja vrhova sta Razor (2601 m) in Prisojnik (2547 m). Omejujejo jo dolina Trenta, Zadnjica, prelaz Vršič, Krnica in Vrata.
Martuljška skupina, ena mogočnejših skupin v Julijcih, se ponaša z mnogimi vrhovi, visokimi čez 2600 m, izjemno težkimi dostopi do vrhov, divjino in gozdovi. Najvišji vrh je Škrlatica (2740 m), Visoki Rokav (2646 m), Oltar (2621 m), Ponce (2602 m). Le na Škrlatico in Špik vodi markirana plezalna pot, ostali vrhovi in stene so neoznačene in nezavarovane. Na jugu se konča z Vrati, na severu in vzhodu pa z Zgornjesavsko dolino.

## Vrhovi
Vzhodne Julijske Alpe
Številni vrhovi presegajo 2000 m. n. v, vendar so večinoma le sestavni del dolgih grebenov ali pa so le predvrh glavnih vrhov. Pomembni vrhovi iztopajo po višini in mogočnosti. 
Vzhodne Julijske Alpe na vzhodnih robovih obdajajo visoke planote Pokljuka, Mežakla in Jelovica. Glavni vrhovi v Vzhodnih 
Julijskih Alpah, urejeni po višini, so:
- Triglav (2864 m); najvišja gora in simbol Slovenije
- Škrlatica (2740 m); druga najvišja slovenska gora
- Mangart (2679 m)
- Jalovec (2645 m); simbol Planinske zveze Slovenije
- Razor (2601 m)
- Kanjavec (2569 m)
- Prisojnik (2547 m)
- Špik (2472 m)
- Krn (2244 m); prizorišče številnih bojev soške fronte

Zahodne Julijske Alpe
Zahodne Julijske Alpe so površinsko precej manj obsežne kot Vzhodne. Ležijo večinoma v Italiji, v Slovenijo segajo le deli Kaninske skupine. Glavni vrhovi so:
- Montaž (Jôf di Montasio) (2753 m), drugi najvišji vrh Julijskih Alp
- Viš (Jôf Fuart) (2666 m)
- Visoki Kanin (2587 m)

## Doline
Julijske Alpe skoraj iz vseh strani obkrožajo velike in globoke rečne doline, ki tudi zaokrožujejo njihov obseg. Na severu Julijce omejuje Zgornjesavska dolina v Sloveniji in Kanalska ob reki Beli v Italiji. Bela se nato kmalu zlije v Tilment in ta reka predstavlja tudi zahodno mejo Julijcev. Proti jugovzhodu pa Julijske alpe omejujejo doline slovenskih rek Soče, Bače in Selške Sore.
Globoko v osrčje Julijcev seže tudi več stranskih dolin, kot so Vrata, Kot, Krma, Planica, Tamar, ki so jih v času ledenih dob (pleistocen) preoblikovali ledeniki. Take doline se po navadi končajo z ledeniško krnico, nad katero se pnejo navpične stene proti visokim vrhovom.
Doline so pogosto odmaknjene od večjih naselij in zato večinoma neposeljene, porašča pa jih smrekov gozd, višje tudi ruševje. Kljub neugodnim razmeram za življenje so se ljudje v preteklosti naselili v katero od teh dolin. Najbolj značilna dolina s Trentskimi »bajtami« je Trenta. Danes število prebivalstva močno upada, velik je tudi delež starega prebivalstva. Ena najlepših dolin pa je Dolina Triglavskih jezer, ki se začne na nadmorski višini kar 2000 m. Jezerca in mlakuže ter bogata flora in favna sta zaslužni, da je bilo to eno prvih zavarovanih območij v Sloveniji.

## Vodovje
V Vzhodnih Julijskih Alpah izvirata dve večji reki: Sava (črnomorsko povodje) in Soča (jadransko povodje). Zahodni Julijci svoje vode oddajajo največ Tilmentu, manjši del pa tudi Nadiži. Reke imajo največ vode zgodaj poleti, ko se začne taliti sneg v visokogorju.
V zatrepnih dolinah izvira veliko potokov, ki tečejo prek skalnih pragov ter tako ustvarjajo številne slapove, ki so zanimiva točka za turiste. V Julijskih alpah je tudi naš najmogočnejši slap Boka, visok 106 m in širok tudi 20 m. Drugi pomembni slapovi so še: slap Savica pod Komarčo, Peričnik v Vratih, Martuljški slapovi, Gregorčičev slap v Vrsnem, slapovi na potoku Frantarica in drugi.
Na nepropustnih tleh in tam kjer so ledeniški nanosi zajezili doline so nastala številna jezera. Med največjimi so Bohinjsko), Blejsko, Rabeljsko in Magartski (Belopeški) jezeri. V visokogorju pa (Triglavska jezera, Krnsko jezero, Kriška jezera, jezero na planini pri Jezero, ...). Jezer bi bilo prav gotovo več, vendar zaradi močne zakraselosti voda ponikne in nekje drugje zopet priteče na plan, kar pričajo tudi številna brezna, jame in celo ledene jame.
Reke v Julijskih Alpah so izdolble globoka korita ali vintgarje. Znana so: Vintgar pri Bledu, Mostnice v Stari Fužini, Soška korita, korita Koritnice, Mlinarice, Tolminke in druga.

## Podnebje
Podnebje je gorsko. Zanj so značilne dolge zime in kratka poletja. Padavine so pogoste, saj letno pade okoli 3000 mm padavin (največ v Kaninskem pogorju). Največ padavin pade v jesenskih mesecih. Na Kredarici (2515 m. nadmorske v.) je poprečna letna temperatura - 1°C. Severne lege v alpskem svetu imajo za 1-2 °C bolj hladno podnebje. Sneg pada praviloma pozimi, čeprav najviše vrhove sneg velikokrat »pobeli« tudi poleti. Debelina snežne odeje je zaradi bližine morja velika, kar je omogočilo nastanek smučarskih središč. Na najvišjem slovenskem smučišču Kanin je bila aprila leta 2009 neuradno izmerjena količina snega kar 11 m. Predvsem ob prehodu front na bolj izpostavljenih legah piha orkanski veter. Najpogostejši je fen, ki pozimi piha z gorskih pobočji navzdol v zavetrne doline. Poleti velikokrat nastanejo vročinske nevihte in nalivi, ki povzročajo naraščanje rek in te pa sprožijo zemeljske plazove. 	
Za nižje dele, kotline in rečne doline je značilno, da se v poletnih mesecih močno ogrejejo, pozimi pa ohladijo. Včasih pa je pozimi zaradi oblačne plasti, ki navadno sega do nadmorske višine 1000 m v kotlinah večji mraz kot v višjih legah nad njimi. To imenujemo toplotni obrat. Povprečna letna temperatura v kotlinah alpskega sveta je okrog 10 °C.

## Rastlinski pasovi
Temperatura se znižuje za 0,6 °C vsake 100 m, kar se jasno vidi tudi na rastlinskih pasovih, značilnih za prisojna pobočja. V nižinah prevladuje listnati gozd bukve z vmesnimi sestoji jelke in smreke. V drugem pasu prevladuje mešani gozd, kjer je veliko pašnikov, ki pa se zaradi opuščanja košenja zaraščajo. Najvišji gozdni pas je iglasti pas. Dviga se tja do višine 1800 m na prisojnih legah in do 1600 m na osojnih legah in bolj vlažnih tleh. Nad to višino prevladuje ruševje in posamezna majhna drevesa (macesen). Rušje vztraja tja do višine 2200 m, kjer se prične pas alpskih travišč, ki so bogato posejana s številnimi zavarovanimi rastlinskimi vrstami (planika, košutnik, ...). Posamezni šopi trave vztrajajo do višine 2600 m, kjer se prične pas golega skalovja in lišajev.

## Prebivalstvo
Območje naj bi bilo poseljeno že v kameni dobi. Najdena grobišča na Bledu in v Bohinju pričajo o naselitvi v prazgodovini. Halštatski grob na Lepencah, keltski, ilirski in staroslovanski grobovi na Bledu in v Srednji vasi v Bohinju. Na planini Lipanci so našli prazgodovinsko sekiro in bronasto bodalo. Ti prebivalci so se morali umakniti pred Rimljani in kasneje Langobardi visoko v hribe. Ob koncu preseljevanja narodov v 6. stoletju so Julijske Alpe naselili Slovani. Staroselci so se asimilirali, Slovani pa so od Keltov podedovali znanje iz železarstva, ki se je kasneje razvilo v fužinarstvo in nazadnje v železarstvo na Jesenicah.
Težke življenjske razmere so omogočale le redko poselitev. V srednjem veku so posekali veliko gozdov in tako ustvarjali pašnike. Zgornja meja poselitve je bila na višini 1300 m. Največ ljudi je v višinah živelo sredi 19. stoletja. Slovane so okupirali Germani, ki so vladali tem krajem ves srednji vek vse do prve svetovne vojne. Ta je bila na območju Julijskih Alp najsrditejša in najbolj krvava. Velik del območja je po vojni pripadel Italiji. Tudi druga svetovna vojna je naredila veliko škode prebivalstvu. Po vojni je bil velik del Julijskih Alp vrnjen Sloveniji.
S prihodom industrijske dobe, so ljudje dobili službe v tovarnah, zato se je veliko ljudi odselilo v doline. Danes ležijo v dolinah večja naselja Jesenice, Tolmin, Bovec, Kobarid. Tako so Julijske Alpe s povprečno gostoto 20 ljudi na km² najredkeje poseljena pokrajina v Sloveniji.
Julijske Alpe danes ležijo na stiku treh narodnostnih skupin: Slovanov, Germanov in Romanov. Najmanj je tukaj Germanov, le nekaj ne strnjenih območij v Zahodnih Julijskih Alpah. Italijansko stran naseljujejo Furlani, pravih Italijanov je malo in se naseljujejo v novejšem času. Slovenci izven meja Slovenije živijo v Reziji pod Kaninom, v Slovenski Benečiji in nekaj v Kanalski dolini. Zanimivost predstavlja nekaj vasi v južnih Bohinjskih gorah. ki so jih v 13. stoletju naselili kolonisti iz Tirolske, kjer naletimo na ostanke njihovega jezika ter na krajevna in ledinska imena.

## Gospodarstvo
Gozdarstvo, kmetijstvo in rudarstvo so bile v preteklosti najpomembnejše gospodarske panoge. Predvsem rudarstvo je do danes zamrlo. Gozdarstvo je dobro razvito predvsem na planotah Gorenjske, kjer so obsežni predvsem smrekovi gozdovi. Na nekaterih visokogorskih planinah še vedno pasejo živino in pridelujejo mlečne izdelke. Manj je industrije, vse več pa storitvene dejavnosti.
Zelo pomembna gospodarska panoga je danes prav gotovo turizem. Neokrnjena narava privablja turiste. Poleti je priljubljeno gorništvo, pohodništvo, kolesarstvo, vse bolj pa razni adrenalinski športi in kopanje v Bohinjskem in Blejskem jezeru. Pozimi pa zimski športi, kot so smučanje (Kranjska Gora, Vogel, Kanin), Trbiž, sankanje in tek na smučeh (Pokljuka). Prav v Kranjski Gori vsako leto potekata dve smučarski tekmi za svetovni pokal, na Pokljuki biatlonske tekme in v Planici smučarski skoki.

## Promet
Območje Julijskih Alp je prepredeno s cestami najrazličnejših kategorij. Med pomembnejše cestne povezave sodijo: cesta čez prelaz Vršič (1611 m) od Kranjske Gore do Bovca, cesta od Trbiža preko prelaza Predel po dolini Soče proti Novi Gorici, cesta preko Petrovega Brda po dolini Bače, cesta Bled - Bohinj, pa preko Sorice, Žaga-Učja-po dolini Rezije v Čento, od Kobarida preko Robiča v Čedad, od Rablja preko Nevejskega sedla (Na Žlebeh) do Reklanice (Raccolana) in druge ceste pomembne za lokalno prebivalstvo.
Po obrobju pa potekajo pomembne ceste po Savski dolini od Jesenic do Trbiža, delno lahko sem pripišemo tudi avtocesto od avtocestnega predora Karavanke proti Jesenicam, in na zahodu avtocesto in vzporedno regionalno cesto od Trbiža do Vidma.
Kljub težkemu terenu so cestne povezave dobre in so pomembne za razvoj gospodarstva, predvsem turizma.
Edina železniška povezava, ki prečka Julijske Alpe, je znamenita »bohinjska proga« Jesenice - Bohinjska Bistrica - Most na Soči - Nova Gorica ...

## Galerija
- Pogled na Škrlatico in Martuljško skupino s Slemena
- Pogled na Jalovec s Slemena
- Pogled na zahodno stran Julijskih Alp. Najvišji vrh je Triglav
- Pogled na Škrlatico, Rokave, Oltar, Ponce
- Severno-Vzhodna stran Triglava
- Pogled na severno steno Prisojnika
- Pogled na severno steno Razorja
- Pogled na zahodno steno Mangarta
- pogled na Jalovec s Kotovega sedla
- Špik in Ponce
- Triglav zgodaj zjutraj po sončnem vzhodu
- Koča v Dolini Triglavskih jezer
- Panoramski pogled na Julijske Alpe

## Biosferni rezervat
Slovensko biosferno območje Julijske Alpe, ki vključuje Triglavski narodni park, je bilo določeno leta 2003 in pokriva površino 195.723 ha. Biosferno območje predstavlja pomemben alpski koridor, predvsem za velike zveri in ptice. Območje je tudi stičišče latinskega in slovanskega sveta s tisočletnimi kulturnimi interakcijami, o katerih pričajo številni dialekti, načini poselitve, kmetijske in umetniške prakse.
Biosferno območje je znotraj biogeografske regije »Srednjeevropsko višavje«, v neposredni bližini »Balkanskega višavja« in nedaleč od »Srednjeevropskega gozda« in »Sredozemskega sklerofila«. V skladu z Direktivo o habitatih (Direktiva št. 92/43/EGS) je območje na meji med alpsko in celinsko regijo in kaže pomembne sledi vpliva sredozemske regije. Med vrstami, ki jih najdemo na območju , so na primer rjavi medvedi, risi, vidre in divje mačke.
Vse občine v biosfernem območju so podprle več pobud, namenjenih promociji in ustvarjanju dejavnosti na prostem (razvejana mreža pešpoti, sprehodi, treking, aktivnosti na prostem, kolesarjenje), druge se razvijajo okoli dokončanja mednarodne kolesarske poti Alpe Adria in razvejana mreža muzejev in društev.

### Čezmejni Biosferni rezervat Julijske Alpe
Čezmejno biosferno območje Julijske Alpe v velikosti 277.000 ha je bilo razglašeno 5. julija 2024 na 36. zasedanju Mednarodnega koordinacijskega sveta Unescovega programa Človek in biosfera (MAB) v Agadirju (Maroko). S tem sta se združili dve obstoječi biosferni območji – Biosferno območje Julijske Alpe na slovenski strani in italijansko Biosferno območje Julijske Alpe. Priprave na kandidaturo so se začele pred dobrim letom in pol. Upravljavca Triglavskega narodnega parka in italijanskega Naravnega parka Julijsko predgorje sta pripravila obsežno gradivo, ki jo je slovensko Ministrstvo za naravne vire in prostor v sodelovanju s Slovensko nacionalno komisijo za Unesco in v dogovoru z italijanskim nacionalnim tehničnim odborom programa lansko jesen predalo sekretariatu Unescovega programa Človek in biosfera (MAB).